# Poliimidy
Poliimidy — polimery powstałe w wyniku polimeryzacji imidów. W zależności od wyjściowego monomeru mogą być zarówno termoplastami, jak i duromerami. 
Szczególnie duże znaczenie praktyczne posiadają poliimidy aromatyczne, otrzymywane z polimeryzacji imidów cyklicznych. Są one duromerami o szczególnie dużej odporności na działanie wysokich temperatur, odporne na podpalenie. Zachowują dużą trwałość kształtu nawet przy długotrwałych obciążeniach w wysokich temperaturach - nie ulegają pełzaniu. 
Używane w przemyśle elektronicznym w charakterze laminatów oraz do konstrukcji obudów i elementów mechanicznych w urządzeniach elektronicznych. Bywają wykorzystywane jako izolatory i płaszcze ochronne przewodów, drutów transformatorowych, szczególnie często używane jako izolacyjny element taśm przewodów łączących ruchome elementy urządzeń elektronicznych (na przykład ruchome pokrywy laptopów, których częste otwieranie i zamykanie doprowadziłoby do szybkiego uszkodzenia mechanicznego tradycyjnych wielożyłowych kabli płaskich).